# Test (album Macca Squad)
Test – pierwszy studyjny album polskiej grupy muzycznej Macca Squad, został wydany w 2007 roku nakładem wytwórni Wielkie Joł. Płytę promował teledysk do utworu pt. "Widzę co jest grane".

## Lista utworów
Opracowano na podstawie materiału źródłowego.
| #  | Tytuł                  | Producent   | Gościnnie                            | Czas |
| -- | ---------------------- | ----------- | ------------------------------------ | ---- |
| 01 | "Przerywam Ciszę"      | Macca Squad | -                                    | 3:38 |
| 02 | "Widzę Co Jest Grane"  | Macca Squad | -                                    | 3:47 |
| 03 | "To Dopiero Początek"  | Macca Squad | Karolina Sumowska, Kaja Karaplios    | 3:49 |
| 04 | "Zwolnij"              | Macca Squad | -                                    | 4:19 |
| 05 | "Jedyny Warunek"       | Macca Squad | -                                    | 4:20 |
| 06 | "Nie Masz Szans"       | Macca Squad | -                                    | 3:36 |
| 07 | "Prosto W Oczy"        | Macca Squad | Karolina Sumowska, Kaja Karaplios    | 4:33 |
| 08 | "Zanim Wyzionę Ducha"  | Macca Squad | -                                    | 3:15 |
| 09 | "Jest Tutaj M!"        | Macca Squad | -                                    | 3:46 |
| 10 | "Nikt Nie Wie"         | Macca Squad | Karolina Sumowska, Maciej Starnawski | 4:33 |
| 11 | "Na Czym Siedzisz?"    | Macca Squad | -                                    | 2:57 |
| 12 | "Zadaję Kłam"          | Macca Squad | -                                    | 3:26 |
| 13 | "Maccabra"             | Macca Squad | -                                    | 4:22 |
| 14 | "Znów Serce Bije"      | Macca Squad | -                                    | 3:28 |
| 15 | "Zapier*alam"          | Macca Squad | -                                    | 5:17 |
| 16 | "TRN/Domstadt (Remix)" | Macca Squad | -                                    | 2:33 |